# Mykoła Filin
Mykoła Andrijowycz Filin, ukr. Микола Андрійович Філін, ros. Николай Андреевич Филин, Nikołaj Andriejewicz Filin (ur. 18 marca 1951 w Równem, Ukraińska SRR) – ukraiński trener piłkarski.

## Kariera trenerska
Karierę szkoleniowca rozpoczął w Szkole Sportowej w Równem. Potem trenował studencki zespół Szturm Równe, z którym zdobył wiele sukcesów. W czerwcu 2008 został mianowany na stanowisko głównego trenera Weresu Równe. W sierpniu 2009 podał się do dymisji. Potem pracował w Liceum-Internacie o profilu sportowym w Kostopolu jako trener piłki nożnej.